# Basilika Unserer Lieben Frau von der Immerwährenden Hilfe (Labrador City)

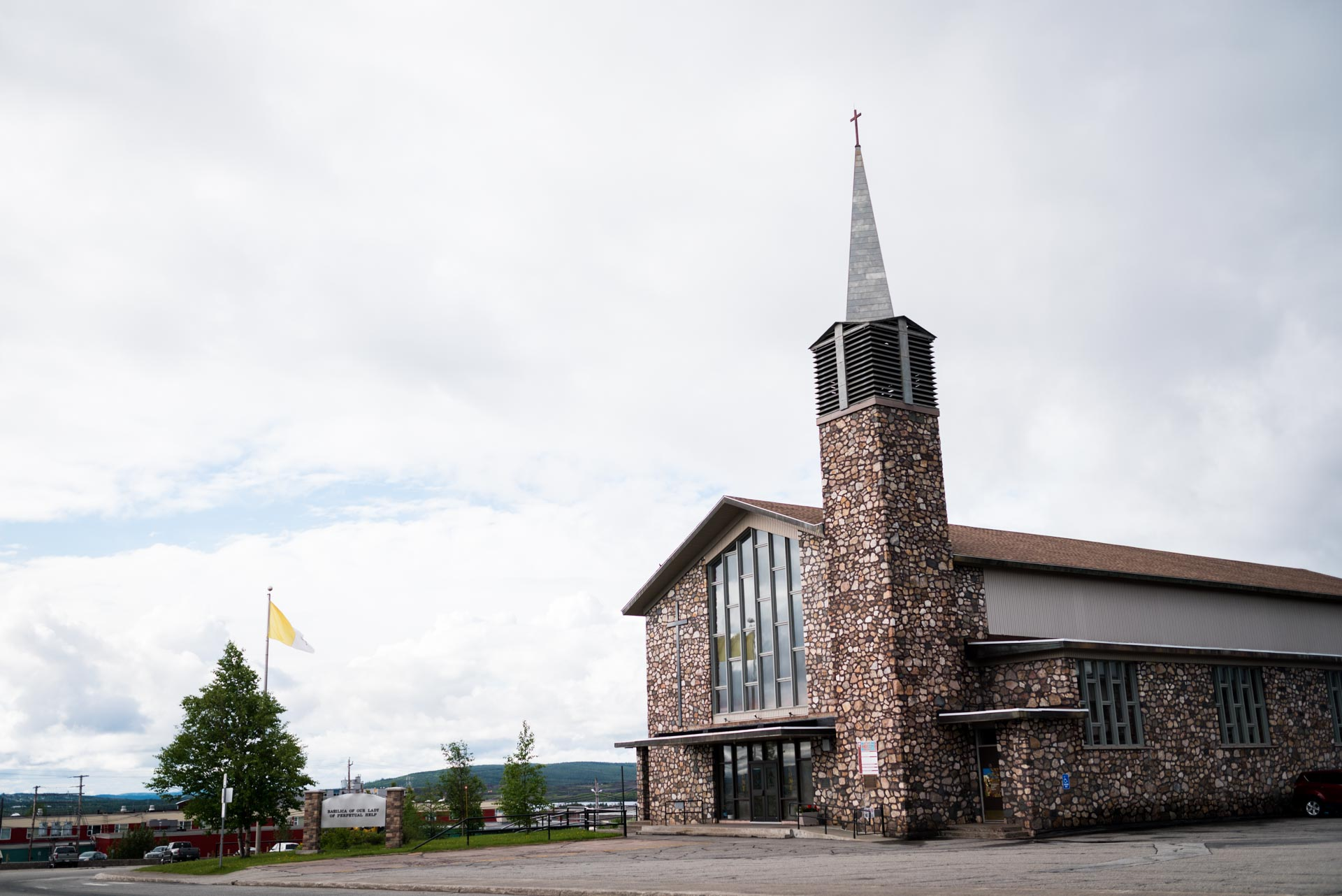
Basilika Unserer Lieben Frau von der Immerwährenden Hilfe

Die Basilika Unserer Lieben Frau von der Immerwährenden Hilfe (englisch Basilica of Our Lady of Perpetual Help) ist eine Kirche in Labrador City in der kanadischen Provinz Neufundland und Labrador. Die römisch-katholische Pfarrkirche im Bistum Corner Brook und Labrador hat das Patrozinium der Heiligen Maria, Mutter von der immerwährende Hilfe. Sie ist eine ehemalige Kathedrale und trägt die Titel einer Basilica minor.

## Geschichte

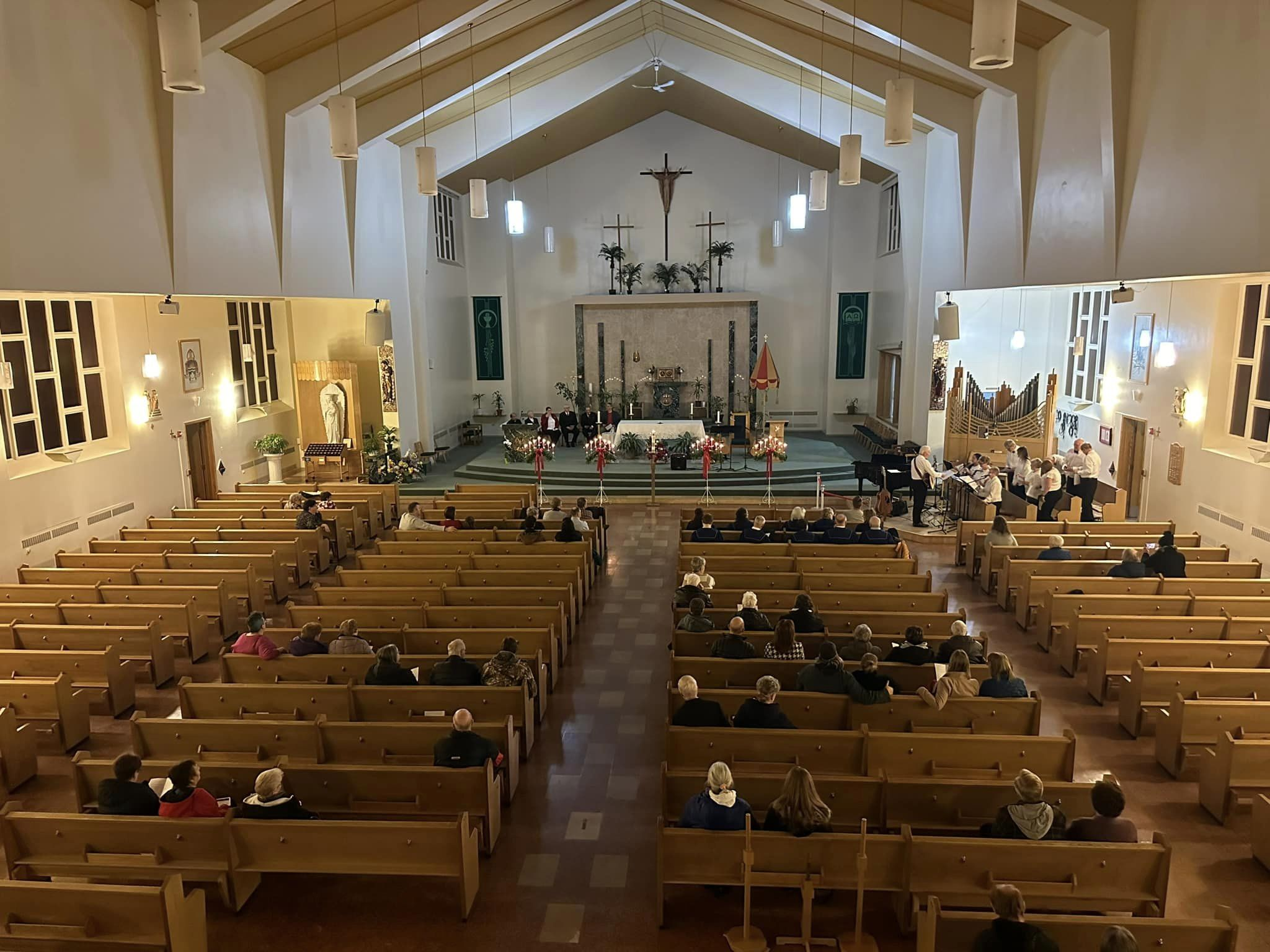
Innenraum

Der Oblatenbruder Jacques Laperriere aus Schefferville feierte am Ort die erste Messe zu Weihnachten 1959. Sie fand in einer Bergwerksgarage des neuen Minenstandorts statt, an dem dann 1961 Labrador City gegründet wurde. Theodore Roussel, OMI, wurde 1960 erster Pfarrer. Er leitete den Bau der Kirche, die 1962 eröffnet werden konnte.
Auf Ersuchen von Bischof Peter Alfred Sutton, OMI, verfügte Papst Paul VI. 1976, dass die Kirche neben der Kathedrale in Schefferville zur Konkathedrale für das Bistum Labrador City-Schefferville werden sollte. Als der Bergbau in Schefferville eingestellt wurde, wurde der Bischofssitz 1980 nach Labrador City verlegt, wodurch die Kirche Unserer Lieben Frau von der Immerwährenden Hilfe zur Kathedrale erhoben wurde. 2007 verlieh Papst Benedikt XVI. der Kathedrale zusätzlich den Rang einer Basilica minor. Sie war die zweite Basilika in der Provinz und die einundzwanzigste in Kanada. Durch die Zusammenlegung zum neuen Bistum Corner Brook und Labrador verlor die Kirche im gleichen Jahr aber den Status als Kathedrale. Die Kirche wird weiter vom Orden der Oblaten betreut.

## Gebäude
Die Basilika ist ein zweigeschossiges postmodernes Gebäude mit einer Bruchsteinfassade und einem Satteldach. Der Glockenturm steht rechts neben dem vorderen Eingang und beherbergt drei Glocken, die 2002 gesegnet wurden.